# Dídim el Cec
Dídim el Cec o Dídim d'Alexandria (grec antic: Δίδυμος; Alexandria, Egipte, 311 - 396) va ser un religiós grecoegipci del segle iv, diferent d'un monjo del mateix nom esmentat per Sòcrates Escolàstic. Teòleg i autor eclesiàstic, era el cap de l'escola catequètica alexandrina. Considerat un dels Pares de l'Església menors, és venerat com a sant per l'Església ortodoxa.

## Biografia
Nascut a Alexandria cap al 313, va quedar cec a quatre anys abans d'aprendre a llegir, i això el va estimular a l'estudi, i va destacar en gramàtica, retòrica, dialèctica, matemàtica, música, astronomia, filosofia i literatura sacra.
Es va dedicar al servei de l'església. Va practicar una forma dura d'ascetisme i va fer vida eremítica. Va ésser el director de l'Escola de Catequesi d'Alexandria, on va viure i treballar. Segons Pal·ladi, Dídim sempre fou un laic. El 392 quan Jeroni va escriure la seva obra sobre destacats autors eclesiàstics, era encara viu i donava classes de teologia a Alexandria, on era cap de l'escola de catecúmens. Jeroni, Rufí, Pal·ladi, Ambròs de Milà o Evagri el Pòntic eren deixebles seus.
No fou un pensador original, però va contribuir a definir el misteri de la Santíssima Trinitat definint-la com a «una substància i tres hipòstasis». Defenia l'ànima humana en Crist, amb dues naturaleses i dues voluntats. Considerava l'Esperit Sant com a no creat: com les altres persones, és igual al Pare. La defensa que va fer d'alguns postulats d'Orígenes, que s'havien considerat herètics, li costà una condemna al Concili de Constantinoble II, l'any 553.

## Obres
Es conserven els següents llibres, però en va escriure altres que s'han perdut, com els tractats de la Trinitat o diversos comentaris als llibres de l'Antic Testament. Se'n conserven:
- Liber de Spiritu Sancto.
- Breves Enarrationes in Epistolas Canonicas.
- Liber adversus Manichaeos